# Ferganotettix patens
Ferganotettix patens är en insektsart som beskrevs av Anufriev 1993. Ferganotettix patens ingår i släktet Ferganotettix och familjen dvärgstritar. Inga underarter finns listade i Catalogue of Life.